# В'ячеслав Шкурко
В'ячеслав (в миру Василь Феофілович Шкурко; 25 квітня 1886, Полтава — 17 грудня 1937, Кіров, Російська Федерація) — єпископ Московської патріархії в Україні з титулом "Сумський, вікарій Харківської єпархії". Також служив єпископом МП у Житомирі під час Голодомору.

## Життєпис
Походив зі шляхетської родини. Закінчив Полтавську гімназію.
У 1903 — 1911 працював канцелярським чиновником Полтавського губернського правління, потім — в канцелярії Полтавського губернатора.
Після 1906 переведений до Києва, де працював канцелярським чиновником Київського окружного суду і дослужився до звання колезького реєстратора.
У січні 1906 за активну участь в діяльності Червоного Хреста в роки російсько-японської війни, нагороджений срібною медаллю.
З 29 вересня 1910 перебував у Києво-Печерській лаврі.
27 січня 1911 Василь Шкурко подає прохання про зарахування його послушником Києво-Печерської Лаври.
7 березня 1913 пострижений в рясофор в Києво-Печерській Лаврі.
21 лютого 1915 в церкві прп. Антонія на Ближніх печерах Києво-Печерської Лаври пострижений в чернецтво.
У 1916 — 1918 закінчив 4,5 і 6 курси Київської духовної семінарії.
З 12 жовтня 1916 до лютого 1918 — коректор лаврської друкарні, з 5 лютого 1918 — помічник правителя у справах Духовного Собору Лаври.
У 1918 в числі інших священнослужителів підписав лист німецькій владі, війська якої зайняли Київ, про видачу для охорони Києво-Печерської лаври зброї.
Навчався в Київській духовній семінарії «келійно» (у професорів на дому). Написав кандидатську дисертацію на тему: «Пастирське роблення на ниві Христовій», яка отримала схвалення професорів прот. О. П. Свєтлова і О. В. Прилуцького.
12 жовтня 1921 владою було відібрано ключі від Лаврської бібліотеки.
День 25 грудня 1921 возведений у сан ієромонаха в Києво-Печерській Лаврі.
Після захоплення Лаври обновленцями — парафіяльний священник на Труханівському острові (1926 — 1928), проповідник в Китаївській пустині (1929 — 1931).
У 1931 возведений у сан ігумена до церкви в Пущі-Водиці (нині в межах Києва).
У жовтні 1932 возведений у сан архімандрита.
13 листопада 1932 хіротонізований на єпископа Новоград-Волинського, вікарія Київської єпархії з призначенням управляти Житомирською єпархією.
Священник Іоанн Сєров у своєму «Щоденнику» так писав про нього:

У момент богослужіння єп. В'ячеслав мимоволі звертав увагу на себе тих, хто молиться в храмі своїм побожним служінням. Служба його була без квапливості,  ясна вимова і приємна дикція. Проповіді його були дуже вдалими, короткими, зрозумілими, простими і іноді дуже красивими ... Я бачив у ньому дійсного Єпископа, яким він і повинен був бути. Релігійно суворий, як монах — не людинодогодник; серйозний пастир, — а не вівця, якою керують вівці, — і які тепер так в моді ... Єпископ В'ячеслав не був упереджений, він не любив ходити в гості, не приймав ніяких запрошень, а тому багатьом не догодив...

За час служіння в Житомирі владика В'ячеслав написав акафіст небесної покровительки міста преподобномучениці Анастасії Римської.
З 5 листопада 1934 — єпископ Сумський, вікарій Харківської єпархії.
З 16 квітня 1936 — єпископ Яранський, вікарій Кіровської єпархії.
30 вересня 1937 заарештований.
2 листопада 1937 справу направлено на розгляд Особливої трійки УНКВС по Кіровської області.
9 грудня засуджений, 17 грудня розстріляний.
30 березня 1989 повністю реабілітований.